# Miloslav Švandrlík

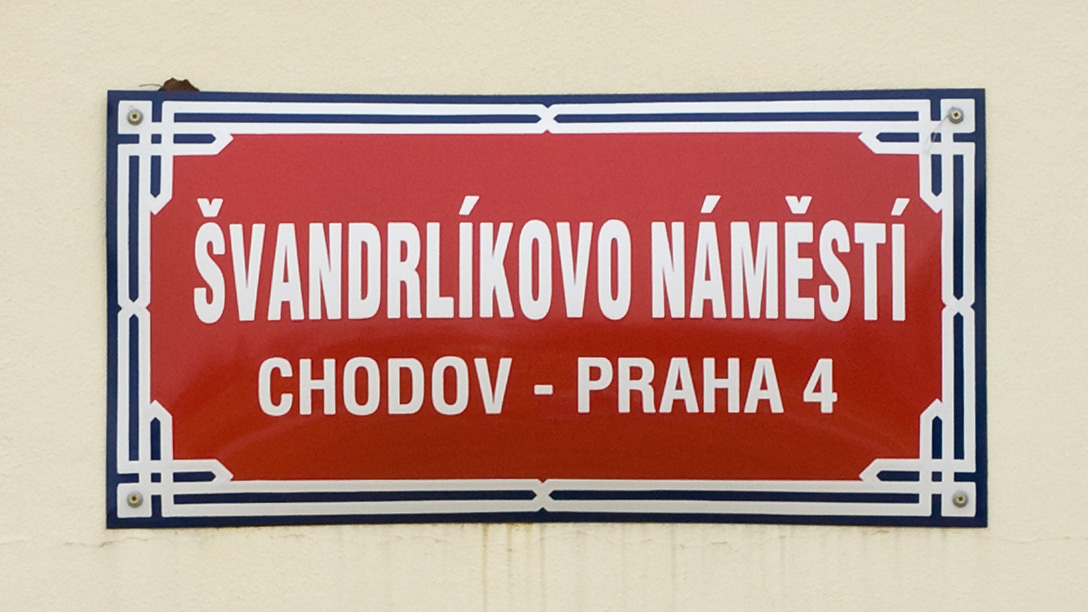
Munkásságának elismeréseként tér is viseli nevét Prágában

Miloslav Švandrlík (Csehszlovákia, Prága, 1932. augusztus 10. – Prága, 2009. október 26.) cseh író, humorista.

## Pályafutása
Az általános iskola befejezése után munkába állt, majd tanulmányait folytatva 1950-ben érettségizett. 1953 és 1954 között a prágai színművészeti főiskola hallgatója volt, de tanulmányait nem fejezte be. Ezt követően rövid ideig rendezői asszisztensként tevékenykedett a prágai Vesnické divadlo színházban. A kötelező katonai szolgálat letöltését követően kezdett az írással foglalkozni. Népszerűségét az 1969-ben megjelent Černí baroni aneb Válčili jsme za Čepičky című szatirikus hangvételű regénye alapozta meg, amelyben a csehszlovák néphadsereg berkeiben uralkodó abszurditásokat eleveníti meg. Munkásságának fő jellemzője a szatirikus humor. Regényei mellett írásai a Dikobraz című szatirikus folyóiratban is megjelentek, ahol ottani munkássága szorosan összefonódott Jiří Winter Neprakta karikatúráival. Számos humoros hangvételű rádiójáték és tévéfilm alkotója.

## Művei
- Z chlévů i bulvárů, 1960
- Krvavý Bill viola, 1961
- Od Šumavy k Popokatepetlu, 1962
- Kovbojská romance, 1964
- Černí baroni aneb Válčili jsme za Čepičky, 1969
- Hrdinové a jiní podivíni, 1969
- Drakulův švagr, 1970
- Neuvěřitelné příhody žáků Kopyta a Mňouka, 1973
  - Žáci Kopyto a Mňouk a mimozemšťané
  - Žáci Kopyto a Mňouk opět zasahují
  - Žáci Kopyto a Mňouk a lesní netvor
  - Žáci Kopyto a Mňouk a stříbrňáci
  - Žáci Kopyto a Mňouk v jihlavských katakombách
  - Žáci Kopyto a Mňouk a černá magie (sci-fi)
  - Žáci Kopyto a Mňouk, postrach Posázaví
  - Žáci Kopyto a Mňouk na stopě
  - Žáci Kopyto a Mňouk a náměsíčníci
  - Žáci Kopyto a Mňouk a maharadžova pomsta
- Doktor od jezera Hrochů, 1980
- Dívka na vdávání, 1983
- Muž, který se topil, 1985
- Šance jako hrom, 1989
- Vražda mlsného humoristy, 1990
- Starosti korunovaných hlav, 1992
- Na nebožtíka vypadáte skvěle, 1992
- Sexbomba na doplňkovou půjčku, 1994
- Blanka obět sexuálního harašení, 2004

## Fordítás
- Ez a szócikk részben vagy egészben a Miloslav Švandrlík című cseh Wikipédia-szócikk ezen változatának fordításán alapul.  Az eredeti cikk szerkesztőit annak laptörténete sorolja fel. Ez a jelzés csupán a megfogalmazás eredetét és a szerzői jogokat jelzi, nem szolgál a cikkben szereplő információk forrásmegjelöléseként.